# Travtrema tamiamiense
Travtrema tamiamiense är en plattmaskart. Travtrema tamiamiense ingår i släktet Travtrema och familjen Plagiorchiidae. Inga underarter finns listade i Catalogue of Life.